# Hwang Dae-heon
Hwang Dae-heon (* 5. Juli 1999 in Anyang) ist ein südkoreanischer Shorttracker.

## Werdegang
Hwang hatte seinen ersten internationalen Erfolg im Januar 2016 bei den Shorttrack-Juniorenweltmeisterschaften in Sofia. Dort gewann er die Silbermedaille mit der Staffel. Im folgenden Monat holte er bei den Olympischen Jugend-Winterspielen 2016 in Lillehammer die Goldmedaille über 1000 m. Sein Debüt im Shorttrack-Weltcup hatte er zu Beginn der Saison 2016/17 in Calgary, das er auf dem achten Platz über 500 m beendete. Bei der folgenden Weltcupstation in Salt Lake City erreichte er mit Platz zwei über 1000 m seine erste Podestplatzierung im Weltcup. Im weiteren Saisonverlauf errang er in Dresden jeweils den zweiten Platz über 500 m und 1000 m und den dritten Platz mit der Staffel und holte in Minsk über 1000 m seinen ersten Weltcupsieg. Die Saison beendete er auf dem achten Platz im Weltcup über 500 m und auf dem vierten Platz im Weltcup über 1000 m. Zu Beginn der folgenden Saison belegte er in Budapest den dritten Platz über 500 m und jeweils den zweiten Rang über 1000 m und 1500 m. In Dordrecht siegte er über 1500 m und kam zudem auf den dritten Platz über 500 m. Beim folgenden Weltcup in Shanghai triumphierte er über 1500 m und belegte in Seoul jeweils den zweiten Platz über 1000 m und 1500 m. Er errang damit den vierten Platz im Weltcup über 500 m, den zweiten Platz im Weltcup über 1000 m und den ersten Platz im Weltcup über 1500 m. Bei den Olympischen Winterspielen 2018 in Pyeongchang gewann er über 500 m die Silbermedaille und errang mit der Staffel den vierten Platz. Im März 2018 holte er bei den Weltmeisterschaften in Montreal die Bronzemedaille im Mehrkampf und jeweils die Goldmedaille über 500 m und mit der Staffel.
In der Saison 2018/19 siegte Hwang in Dresden über 1000 m und in Turin jeweils über 500 m und 1000 m. Zudem wurde er in Dresden Zweiter über 500 m und in Almaty Dritter über 1500 m und erreichte zum Saisonende den fünften Platz im Weltcup über 1000 m und den vierten Rang im Weltcup über 500 m. Bei den Weltmeisterschaften 2019 in Sofia gewann er im Mehrkampf und über 1000 m jeweils die Silbermedaille und über 500 m und mit der Staffel jeweils die Goldmedaille. Zu Beginn der folgenden Saison triumphierte er in Salt Lake City über 500 m und 1000 m und in Montreal über 1000 m. Zudem errang er dort mit der Staffel jeweils den zweiten Platz und in Montreal über 500 m den zweiten Platz. Er belegte damit den siebten Platz im Weltcup über 500 m und den vierten Rang im Weltcup über 1000 m. Bei den Vier-Kontinente-Meisterschaften 2020 in Montreal holte er über 500 m, 1000 m, 1500 m, mit der Staffel und im Mehrkampf jeweils die Goldmedaille.

## Platzierungen im Weltcup

### Weltcupsiege

#### Weltcupsiege im Einzel
| Nr. | Datum             | Ort            | Disziplin |
| --- | ----------------- | -------------- | --------- |
| 1.  | 11. Februar 2017  | Minsk          | 1000 m    |
| 2.  | 7. Oktober 2017   | Dordrecht      | 1500 m    |
| 3.  | 11. November 2017 | Shanghai       | 1500 m    |
| 4.  | 2. Februar 2019   | Dresden        | 1000 m    |
| 5.  | 9. Februar 2019   | Turin          | 500 m     |
| 6.  | 10. Februar 2019  | Turin          | 1000 m    |
| 7.  | 2. November 2019  | Salt Lake City | 500 m     |
| 8.  | 3. November 2019  | Salt Lake City | 1000 m    |
| 9.  | 9. November 2019  | Montreal       | 1000 m    |
| 10. | 24. Oktober 2021  | Peking         | 1000 m    |
| 11. | 30. Oktober 2021  | Nagoya         | 500 m     |
| 12. | 21. November 2021 | Debrecen       | 1000 m    |
| 13. | 21. Oktober 2023  | Montreal       | 1500 m    |

#### Weltcupsiege im Team
| Nr. | Datum           | Ort       |
| --- | --------------- | --------- |
| 1.  | 9. Februar 2020 | Dresden 1 |

### Weltcup-Gesamtplatzierungen
| Saison  | 500 m  | 500 m | 1000 m | 1000 m | 1500 m | 1500 m |
| Saison  | Punkte | Platz | Punkte | Platz  | Punkte | Platz  |
| ------- | ------ | ----- | ------ | ------ | ------ | ------ |
| 2016/17 | 14.374 | 8.    | 26.000 | 4.     | -      | -      |
| 2017/18 | 14.897 | 4.    | 18.621 | 2.     | 28.000 | 1.     |
| 2018/19 | 23.235 | 4.    | 20.000 | 5.     | 9.021  | 14.    |
| 2019/20 | 22.240 | 7.    | 21.522 | 4.     | -      | -      |
| 2021/22 | 15.438 | 5.    | 20.115 | 2.     | 8.008  | 11.    |
| 2023/24 | 40     | 31.   | 163    | 11.    | 180    | 13.    |

## Persönliche Bestzeiten
- 500 m      39,688 s (aufgestellt am 2. November 2019 in Salt Lake City)
- 1000 m    1:20,875 min (aufgestellt am 12. November 2016 in Salt Lake City)
- 1500 m    2:09,219 min (aufgestellt am 9. Februar 2022 in Peking)
- 3000 m    5:40,218 min (aufgestellt am 18. März 2018 in Montreal)